# Madhuca bourdillonii
Espèce
Statut de conservation UICN

 EN (needs updating) A1cd+2c : En danger
Synonymes
- Bassia bourdillonii Gamble[1]

Madhuca bourdillonii est une espèce de plantes à fleurs de la famille des Sapotaceae. C'est un grand arbre endémique du Kerala en Inde.

## Répartition
Endémique aux forêts basses vers Ariankavu et la vallée de Shendurni dans le district de Quilon et plus au nord vers Thrissur.

## Conservation
L'espèce est potentiellement disparue du fait de la destruction de l'habitat et de l'exploitation forestière. Elle n'a pas été revue dans les recherches menées à la fin des années 1990.